# Rana latastei
Espèce
Statut de conservation UICN

 VU B2ab(iii) : Vulnérable
Rana latastei, la Grenouille de Lataste, est une espèce d'amphibiens de la famille des Ranidae.

## Répartition
Cette espèce se rencontre du niveau de la mer jusqu'à environ 500 m d'altitude, :
- dans le nord de l'Italie ;
- en Suisse dans une petite zone dans le sud du Canton du Tessin ;
- dans l'ouest de la Slovénie ;
- dans l'ouest de la Croatie ;
- en Croatie en Istrie.

## Description
Rana latastei ressemble à Rana dalmatina, elle s'en différencie par un tympan nettement plus petit. Sa coloration générale varie du crème au brun.

## Étymologie
Cette espèce est nommée en l'honneur de Fernand Lataste.

## Publication originale
- Boulenger, 1879 : Étude sur les grenouilles rousses, Ranae temporariae et description d'espèces nouvelles ou méconnues. Bulletin de la Société Zoologique de France, vol. 4, p. 158-193 (texte intégral).